# Schizocyathus fissilis
Schizocyathus fissilis  es la única especie del género de corales Schizocyathus, de la familia Schizocyathidae. Pertenece al grupo de los corales duros, orden Scleractinia, de la clase Anthozoa.  
Hasta el año 2000, el género estaba integrado en la familia Guyniidae, de hecho todavía figura así en muchas fuentes, dada la tan reciente reclasificación, aceptada por el Registro Mundial de Especies Marinas.

## Morfología

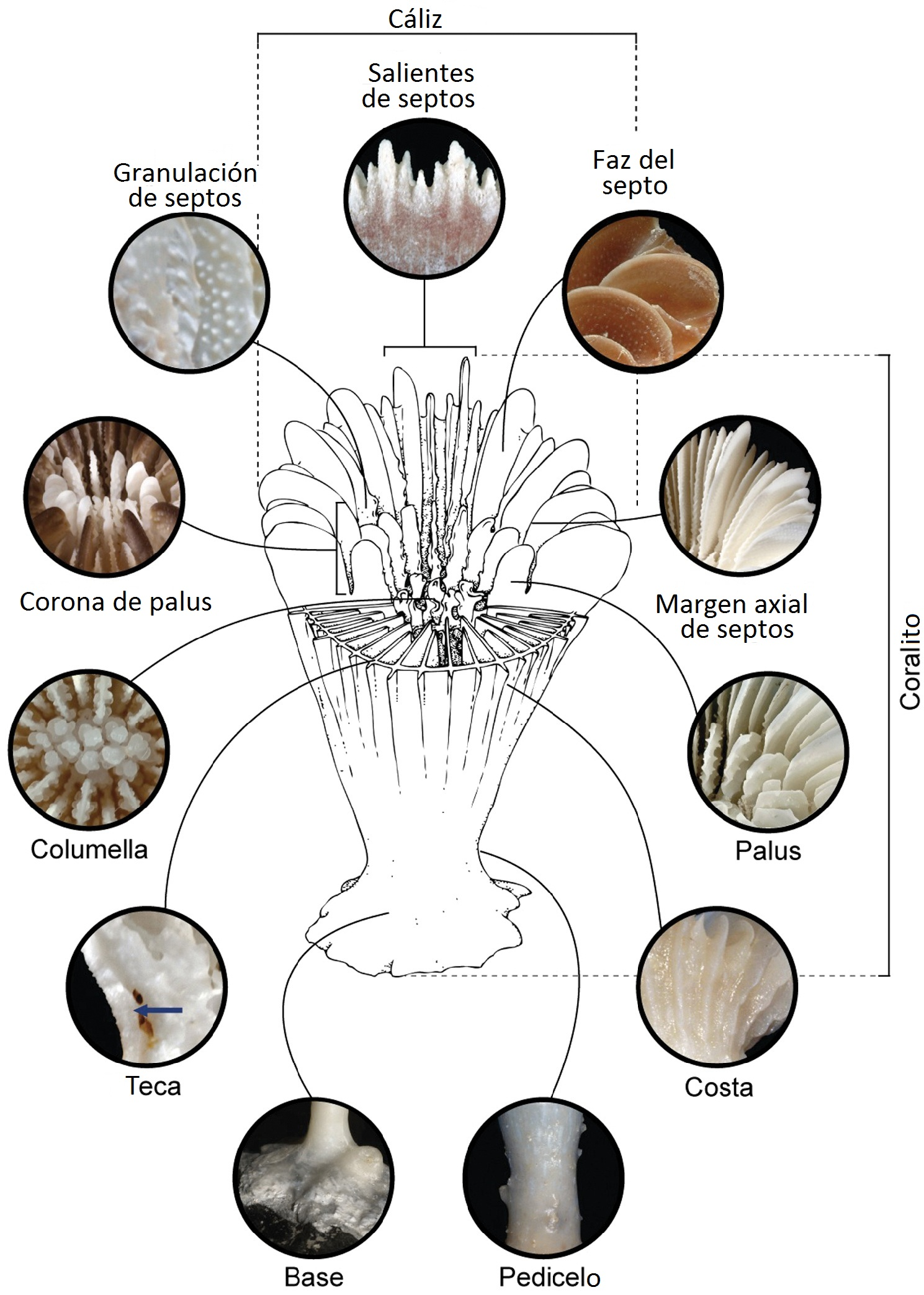
Estructura de coralito. (Caryophyllia)

Es un pólipo solitario y carece de zooxantelas. 
Los coralitos, son ceriatoides y se vuelven subcilíndricos, con frecuencia en forma de cuerno. El ejemplar mayor conocido tiene 25 mm de tamaño, y sus cálices raramente superan los 3,5 mm de diámetro.  Los septos están dispuestos hexameralmente en 3 ciclos. En ocasiones presentan lóbulos paliformes o palus, que suelen disponerse uniéndose por su margen interior con el palus contiguo, formando "uves" que apuntan al centro del coralito. Carecen normalmente de columela, aunque en ocasiones presentan una pequeña columela papillosa.
Normalmente anclados a una porción del coralito de su coral "padre", pudiendo observarse ejemplares cuyo coralito está construido sobre varias generaciones de corales que han ido fusionando sus esqueletos, en una forma de reproducción asexual inusitada en las especies del orden Scleractinia.

## Hábitat y distribución
Su distribución geográfica comprende el océano Atlántico, desde las costas de Florida, Golfo de México, Caribe, Bermudas, Antillas, Brasil, y, en el Atlántico oriental, en Azores, Portugal y Marruecos.
Suele encontrarse en fondos marinos, desde 88 hasta los 3.438 m de profundidad.

## Alimentación
Dado el que carecen de zooxantelas, se alimentan atrapando plancton con sus tentáculos o absorbiendo materia orgánica del agua.

## Reproducción
Su reproducción asexual es distintiva y se conoce como crecimiento parricida. El coralito parental se divide en dos a seis fragmentos, produciéndose una fragmentación longitudinal a la altura de cada septo. El pólipo hijo se adhiere a un fragmento del coralito del coral padre, y construye su propio coralito.
Asimismo, se reproducen sexualmente mediante la producción de esperma y huevos que se fertilizan en el agua. Las larvas deambulan por la columna de agua hasta que se posan y fijan en el lecho marino, una vez allí se convierten en pólipos y comienzan a secretar carbonato cálcico para construir su esqueleto o coralito.